# Patricio González de Canales
Patricio González de Canales López-Terrer (Bujalance, 1912- Madrid, 1976) fue un político y periodista español de militancia falangista. Durante la guerra civil desempeñó puestos relevantes en el ámbito de la Prensa y Propaganda y durante la Dictadura de Franco adoptó posiciones de disidencia  frente a la línea falangista ortodoxa.

## Biografía
Nacido en la localidad cordobesa de Bujalance en 1912, realizó estudios de derecho en la Universidad de Sevilla. Llegó a militar en la izquierdista Federación Universitaria Escolar, pero su marcada línea anticlerical le hizo abandonar la organización. Se integraría en el «Frente Español» de Alfonso García-Valdecasas, y posteriormente en la Falange Española de las JONS. Llegó a ser jefe local de Falange en Sevilla, y para julio de 1936 era inspector de Falange para Andalucía oriental.
Cuando en julio de 1936 se produjo el estallido de la Guerra civil, González de Canales se encontraba en Granada, donde se unió a la sublevación militar. Posteriormente, tras regresar a Sevilla, sería nombrado jefe territorial de prensa y propaganda, aunque abandonaría el cargo por discrepancias con Sancho Dávila —jefe territorial de Falange en Andalucía—. Durante la contienda colaboró con varios periódicos falangistas. En Sevilla fundó el diario F.E. de Sevilla, en septiembre de 1936, del cual sería director. Con posterioridad también sería director del diario Alerta de Santander.
Tras el final de la contienda pasó a ocupar otros puestos, siendo nombrado secretario nacional de Propaganda, actuando primero la bajo la jefatura de Manuel Torres López y, posteriormente, de David Jato Miranda. También llegó a ejercer en funciones como delegado nacional de Propaganda.
Durante la Dictadura franquista González de Canales mantuvo una actitud constante de disidencia y conspiración. Opuesto al decreto de Unificación, entre 1937 y 1938 intentó establecer sin éxito una Falange autónoma. En diciembre de 1939 se estableció en Madrid la clandestina Falange Española Auténtica (FEA), de cuya Junta Política fue miembro y secretario. González de Canales fue la verdadera alma de esta organización clandestina, que sin embargo acabaría teniendo una existencia muy corta. Paradójicamente, a pesar de su actividad disidente, al mismo tiempo González de Canales desempeñaba puestos de relevancia en el seno de la dictadura.
En la década de 1960 fue uno de los vicepresidentes de los Círculos Doctrinales José Antonio —con el «camisa vieja» Luis González Vicén en la presidencia—. A la muerte de Manuel Hedilla, en 1970, González de Canales pasó a liderar el minúsculo Frente Nacional de Alianza Libre (FNAL).
Falleció en febrero de 1976, en su residencia de Madrid.

## Obras
- —— (1961). Conmemoración de José Antonio. Ediciones CCH.